# Leucauge macrochoera
Leucauge macrochoera là một loài nhện trong họ Tetragnathidae.
Loài này thuộc chi Leucauge. Leucauge macrochoera được miêu tả năm 1895 bởi Thorell.